# Ủy ban Olympic Liên Xô
Ủy ban Olympic Quốc gia Liên bang Cộng hòa Xã hội chủ nghĩa Xô viết(tiếng Nga: Национальный Олимпийский комитет Союза Советских Социалистических Республик – НОК СССР) là một tổ chức phi lợi nhuận đại diện cho các vận động viên Xô viết tại Ủy ban Olympic Quốc tế.

## Chủ tịch
| Chủ tịch             | Nhiệm kì  |
| -------------------- | --------- |
| Konstantin Andrianov | 1951–1977 |
| Sergei Pavlov        | 1977–1983 |
| Marat Gramov         | 1983–1990 |
| Vitali Smirnov       | 1990–1992 |